# Liste der Monuments historiques in Signy-le-Petit
Die Liste der Monuments historiques in Signy-le-Petit führt die Monuments historiques in der französischen Gemeinde Signy-le-Petit auf.

## Liste der Immobilien
| Bezeichnung       | Beschreibung                     | Standort                 | Kennzeichnung | Schutzstatus | Datum | Bild           |
| ----------------- | -------------------------------- | ------------------------ | ------------- | ------------ | ----- | -------------- |
| Kirche St-Nicolas | Ende des 17. Jahrhunderts erbaut | Place de l’Église (Lage) | PA00078527    | Inscrit      | 1926  | weitere Bilder |

## Liste der Objekte
| Bezeichnung                | Beschreibung                                                                                                   | Standort                        | Kennzeichnung | Schutzstatus | Datum | Bild |
| -------------------------- | --- | ------------------------------- | ------------- | ------------ | ----- | ---- |
| Monstranz                  | Silber, vergoldet, zweite Hälfte des 19. Jahrhunderts; im Départementsarchiv in Charleville-Mézières deponiert | in der Kirche St-Nicolas (Lage) | PM08000533    | Classé       | 1978  |      |
| Orgel                      | Haupteintrag für PM08000534                                                                                    | in der Kirche St-Nicolas (Lage) | PM08000704    | Classé       | 1980  |      |
| Instrumentalteil der Orgel | 1892 von Clovis Renault gebaut                                                                                 | in der Kirche St-Nicolas (Lage) | PM08000534    | Classé       | 1980  |      |